# ديول

غلايكول الإيثيلين، وهو ديول بسيط

ريزورسينول

الديول (بالإنجليزية: diol)‏ هو مركب كيميائي يحتوي على مجموعتي هيدروكسيل وظيفيتين (مجموعتي —OH وظيفيتين).